# Via Egnácia

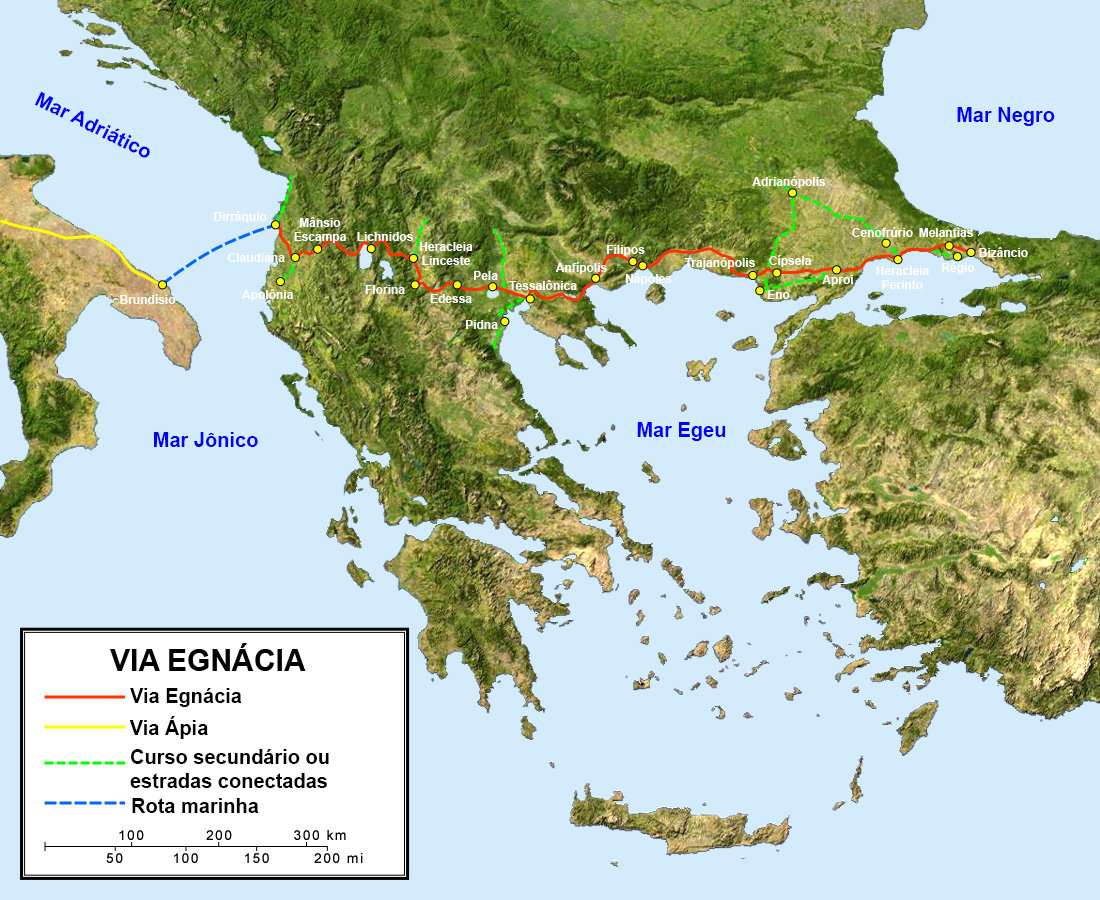
Rota da via Egnácia

Via Egnácia (em grego: Ἐγνατία Ὁδός; romaniz.: Egnatía Odós; em albanês:  Rruga Egnatia; em macedônio/macedónio:  Виа Игнација) foi uma estrada construída pelos romanos por volta do século II a.C., na península Balcânica. Atravessava as províncias romanas do Ilírico, Macedônia e Trácia, territórios que hoje fazem parte dos estados contemporâneos da Albânia, Macedônia, Grécia e Turquia europeia. A partir de Dirráquio (atual Durrës), no mar Adriático, a estrada seguia um caminho difícil ao longo do rio Genuso (Shkumbin), acompanhando as montanhas Candávias (Jablanica), e daí para as terras altas ao redor do lago de Ócrida. Em seguida, virava para o sul, atravessando grandes montanhas até chegar ao litoral norte do mar Egeu em Salonica. De lá, percorria a Trácia até Bizâncio (depois Constantinopla, hoje Istambul), cobrindo uma distância total de cerca de 1 120 quilômetros (746 milhas romanas).
A via teve grande importância militar para os romanos e foi utilizada por legiões romanas durante as campanhas militares da Guerra Civil Cesariana, Guerra Civil dos Liberatores e na perseguição de Cássio e Bruto que culminou na batalha de Filipos. Após o século V, caiu em desuso e por alguns períodos sua conservação era deficiente porém foi revivida pelo Império Bizantino tornando-se a principal rota comercial com a Europa Oriental. Após um período de indisponibilidade durante os séculos VI e VII devido a invasão dos povos eslavos, voltou a ser utilizada depois do século IX, constituindo num importante caminho militar que incluiu as campanhas das Cruzadas e das invasões ocidentais ao Império Bizantino durante as guerras bizantino-normandas. Permaneceu em uso regular até ao menos o século XIV, quando restringiu-se ao trecho Salonica-Constantinopla. Foi totalmente conquistada durante o expansão otomana pelos Bálcãs e tornou-se a principal rota terrestre turca naquela zona.

## Construção

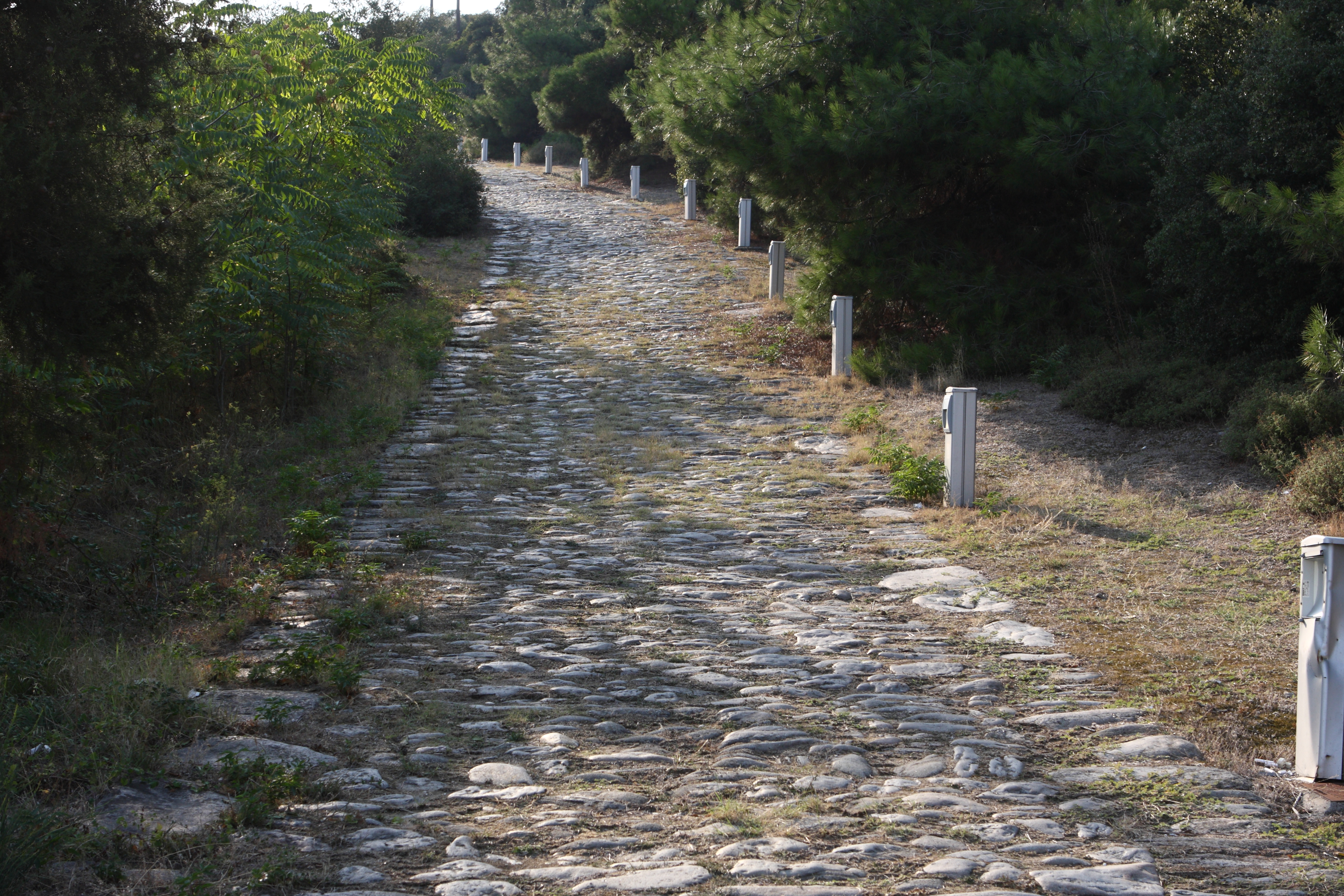
Trecho próximo a Neápolis (atual Cavala)

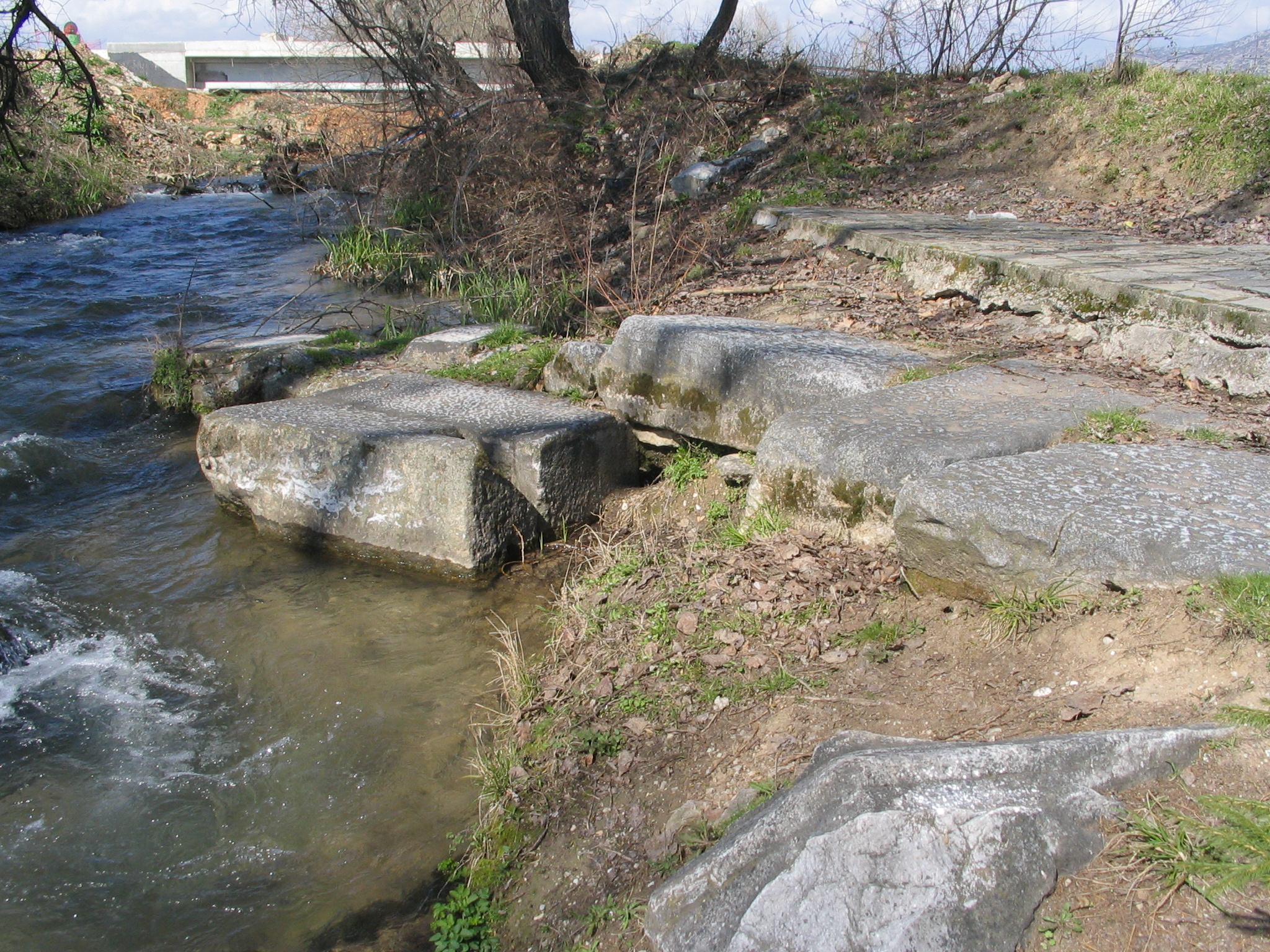
Ponte romana em Filipos. Os pavimentos à direita eram da via Egnácia

As principais fontes literárias sobre a construção da estrada são a obra Geografia de Estrabão e uma série de marcos miliários encontrados ao longo da rota. Segundo o lexicógrafo do século XIX William Smith, em seu tempo o meio acadêmico, especialmente alguns topógrafos italianos, estabeleceu, sem qualquer prova, que teria sido construída por um indivíduo chamado Egnácio, o fundador epônimo da cidade de Egnácia/Gnácia na costa da Apúlia. Essa conjectura, no entanto, foi suplantada pelos dados obtidos nas inscrições bilíngues dos marcos miliários, que atribuem a construção a Cneu Egnácio, procônsul da Macedônia, apesar da data exata ser incerta; presume-se que a via tomou emprestado o nome de seu construtor. Pode ter sucedido uma antiga estrada militar que ia da Ilíria até Bizâncio, descrita por Políbio e Cícero, a qual os romanos aparentemente reformaram e/ou construíram a nova rota aproveitando o trajeto da anterior. Como outras grandes estradas romanas, possuía cerca de seis metros de largura e era pavimentada com grandes lajes de pedra ou poligonais cobertas com uma camada dura de areia.
A via Egnácia, construída provavelmente nos anos 130 a.C., foi projetada para servir como rota militar dado que a Macedônia era deficitária duma via eficiente para transporte de soldados e suprimentos. Sua parte ocidental foi aberta por volta de 146 a.C., quando a região tornar-se-ia uma província romana, e em 120 a.C. Políbio a mencionou em suas histórias; antes de sua construção, as comunicações através da Macedônia se davam por estradas menores que percorriam as montanhas, havendo uma que ligava Salonica, na Calcídica, a Dirráquio (atual Durrës), no mar Adriático. Originalmente seu terminal leste era Salonica, enquanto no oeste eram Dirráquio e Apolônia; tempos depois, foi estendida 10 milhas para leste até Cípsela.[a] Segundo Estrabão citando Políbio, o trajeto entre Dirráquio e Salonica equivalia 267 milhas romanas (ca. 400 km).[b] Os terminais das vias Egnácia e Ápia (Brundísio), que levavam à própria Roma, ficavam quase em frente um do outro nas costas leste e oeste na travessia do mar Adriático. O caminho, portanto, deu às colônias dos Bálcãs do sul uma ligação direta até Roma.

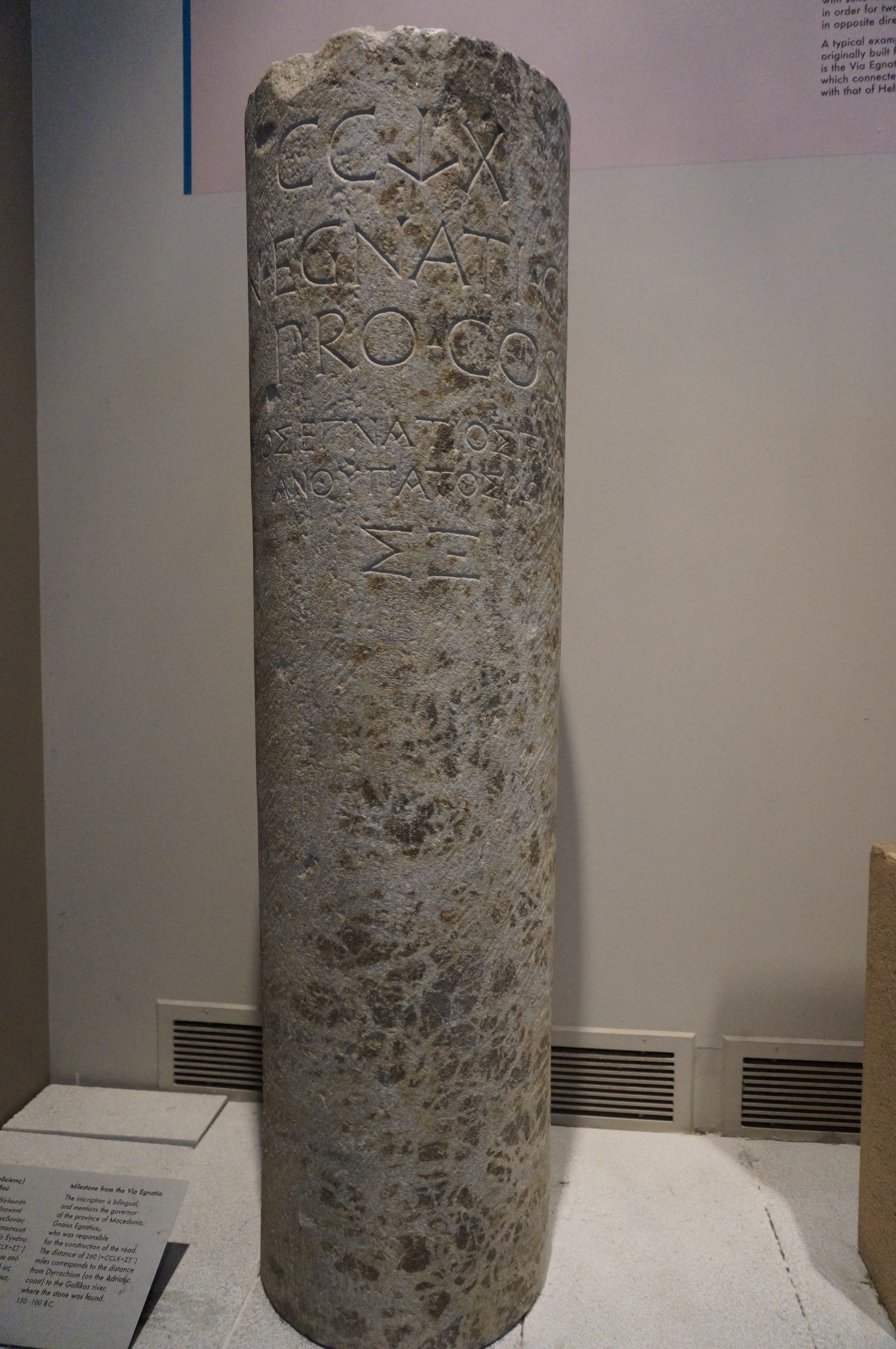
Um dos marcos miliários bilíngues da via Egnácia datado do século II a.C.

Em seu percurso original contou com 535 milhas romanas ou 4280 estádios. A partir de seu terminal ocidental, seguia um caminho difícil ao longo do rio Genuso (atual Shkumbin), acompanhando as montanhas Candávias (Jablanica), e daí para as terras altas ao redor do lago de Ócrida. Em seguida, virava para o sul, atravessando grandes montanhas até chegar ao litoral norte do mar Egeu; neste trecho, passava através das mais importantes cidades da Macedônia: Lichnido, Heracleia Linceste (atual Bitola), Florina, Edessa, Pela, Salonica, Anfípolis, Filipos e Neápolis (atual Cavala). Quando os romanos começaram a enviar seus exércitos em direção à Trácia, um novo trecho foi aberto, ligando Cípsela a Heracleia Perinto (atual Marmara Ereğlisi) e Bizâncio, no Bósforo, o que ampliou-a em 200 mi (322 km). Além destas, novas cidades foram fundadas em seu percurso: Trajanópolis, Claudiana (atual Pequini), Mânsio Escampa (atual Elbasani), Melântias.
Com o tempo, a medida que Egnácia adquiriu mais importância, principalmente econômica, pousadas, correios, estábulos, restaurantes e outros estabelecimentos necessários foram construídos para agilizar a passagem de expedições oficiais e atender aos viajantes. Porém, mesmo com estes recintos, as viagens não foram sempre fáceis. Durante o inverno, o clima tornava quase impraticável seu uso, o banditismo era frequente e durante ações militares, os civis foram proibidos de usá-la. Além disso, não era reparada com muita frequência uma vez que os proprietários de terra, que eram responsáveis pela manutenção dos trechos pertencentes às suas propriedades, frequentemente preferiam descumprir seu dever. Isto levou de tempos em tempos a uma intervenção do governo, porém, mesmo sob seus auspícios, foi neglicenciada em alguns períodos como, por exemplo, durante as guerras civis romanas.

## História

### Período romano-bizantino

Constantinopla, o terminal oriental da via Egnácia

A estrada foi usada pelo apóstolo Paulo em sua segunda viagem missionária para ir de Filipos a Salonica (Atos 16-17). Também desempenhou um papel vital em vários momentos-chave na história romana: os exércitos de Júlio César e Pompeu marcharam ao longo dela durante a Guerra Civil Cesariana e, durante a Guerra Civil dos Liberatores, Marco Antônio e Otaviano perseguiram Cássio e Bruto ao longo da Via Ápia até o fatídico encontro na batalha de Filipos. Com base nas evidências coletadas nos marcos miliários sobreviventes, alguns deles datando de depois do reinado do imperador Constantino, o Grande (r. 306–337), Trajano (r. 98–117) coordenou extensos reparos antes de sua campanha em 113 contra os partas e durante o reinado de Valentiniano I e Valente (r. 364–378) novos reparos foram feitos; são os últimos relatados nestas fontes. O historiador Peter Heather presume que as tropas de Graciano (r.367  383) tenham utilizado-a em 381 para repelir os tervíngios de Fritigerno que desde o ano anterior estavam saqueando a Diocese da Macedônia.
Por volta do século V, a estrada tinha caído em desuso em grande parte como resultado da instabilidade na região; um historiador deste século observou que as seções ocidentais estavam num estado tão precário que itinerantes mal conseguiam passar. Neste momento, os Bálcãs foram por diversas vezes ameaçados e pilhados por exércitos bárbaros, principalmente ostrogóticos. Em 473, Teodorico Estrabão, à época em revolta contra o imperador Leão I, o Trácio (r. 457–474),  moveu-se livremente pelas cidades de Egnácia, incendiando os subúrbios de Filipos (ou Filipópolis) e ocupando Arcadiópolis. No mesmo ano, o rei Teodomiro (r. 465–474) e seu filho Teodorico, o Grande (r. 474–526) lançaram uma campanha na região, dominando vários territórios. Em 479, após realizar um ataque infrutífero a Salonica, Teodorico, o Grande marchou com seu povo por Egnácia em direção a Heracleia Linceste. Após permanecer algum tempo na cidade, retornou pela Via Egnácia em direção a Dirráquio, que fora desocupara por intermédio de Sidimundo, sitiou Lichnido e capturou Mânsio Escampa. Em 481, Estrabão, após tentar sem sucesso invadir Constantinopla, utilizou-se de Egnácia para locomover-se em direção ao interior, provavelmente almejando alcançar Teodorico, o Grande em Dirráquio.

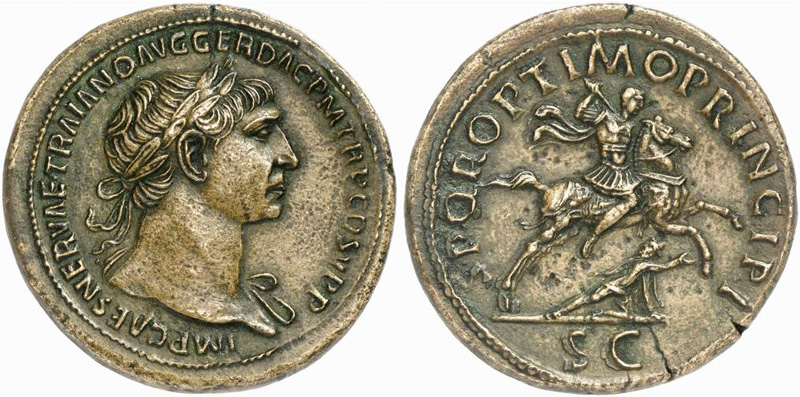
Denário de Trajano r.

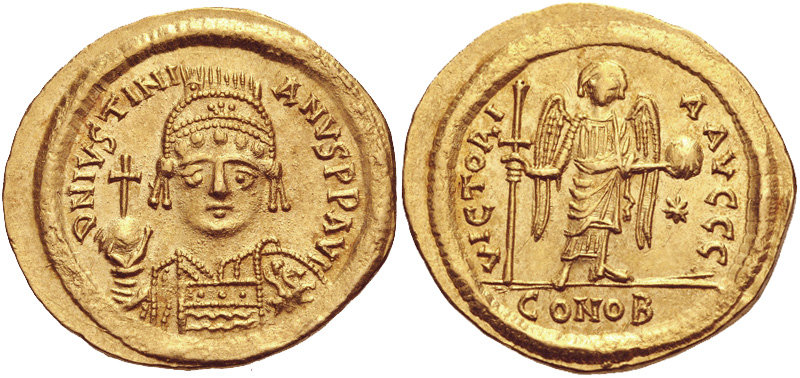
Soldo de Justiniano r.

Nos anos posteriores, foi revitalizada como um caminho fundamental do Império Bizantino. Procópio registra reparos feitos pelo imperador Justiniano (r. 527–565) no século VI, inclusive alegando que foi o primeiro a pavimentar o trecho secundário entre Hebdomo, um dos subúrbios de Constantinopla, e Régio. Apesar disso, o caminho ainda era praticamente inutilizável durante o tempo chuvoso. Nota-se, por meio de evidências residuais, que muitas de suas instâncias seguiram o padrão dos assentamentos locais e foram fortificadas.
Quase todo o comércio bizantino por terra com a Europa Ocidental viajava por ela. Ela atravessava a península Balcânica lateralmente de Constantinopla para o mar Adriático, através de Salonica e Edessa. A estrada continuou a ser usada durante todo o período bizantino como uma das principais estradas de e para o Ocidente, porém sua importância oscilou com o tempo. A partir do séculos VI-VII, várias porções dos Bálcãs foram tomadas pelos eslavos, o que impossibilitou seu uso. No século IX, o tráfico pela via Egnácia voltou a ser possível, ao menos no trecho entre Constantinopla e Salonica, como atestado pela jornada de São Gregório de Decápolis no começo dos anos 830. Embora não seja possível determinar qual dentre as rotas em direção a Constantinopla a delegação de Luís II de França (r. 877–879) para Basílio I, o Macedônio (r. 867–886) ou o legado do papa Adriano II (867–872) para o Quarto Concílio de Constantinopla (869–870) tomaram, é certo que na viagem de volta à Europa Ocidental ambos percorreram o trajeto completo da via Egnácia.
Nos séculos XI-XII, foi outra vez completamente aberta para o trânsito de exércitos e civis havendo, por exemplo, o registro que a noiva de Manuel I Comneno (r. 1146–1180), Berta de Sulzbach (r. 1146–1159), usou-a para ir até Constantinopla. Durante as guerras bizantino-normandas, ela mostrou-se de considerável importância para os invasores, já que dava-lhes acesso facilitado ao coração do Império Bizantino. Em 1081, os normandos de Roberto Guiscardo atacaram Dirráquio, conseguindo uma esmagadora vitória contra o exército do recém-coroado imperador Aleixo I Comneno (r. 1081–1118). No rescaldo, projetaram marchar ao longo dela rumo Constantinopla. Em 1185, Guilherme II da Sicília (r. 1166–1189), após saquear Dirráquio e usar a via Egnácia, marchou para Salonica que foi capturada e saqueada.

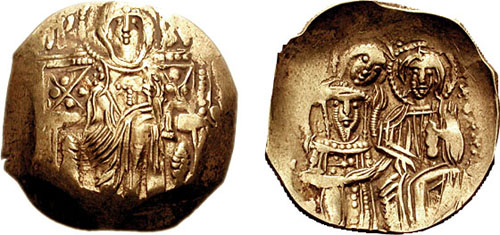
Hipérpiro de r. em celebração da retomada da capital

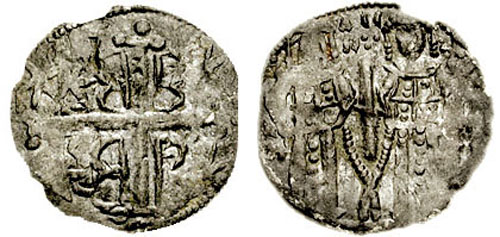
Tornês de (r. 1341-1376; 1379-1391) e r.

Durante as Cruzadas, os exércitos que trafegaram para leste por terra seguiram o caminho para Constantinopla antes de cruzar para a Anatólia. Na sequência da Quarta Cruzada, seu controle era vital para a sobrevivência do Império Latino, bem como para os estados sucessores bizantinos: o Império de Niceia e o Despotado do Epiro. No século XIII, após a retomada de Constantinopla em 1261 por Aleixo Estrategópulo e o restabelecimento do Império Bizantino sob Miguel VIII Paleólogo (r. 1259–1281) nos territórios antes pertencentes aos latinos, a via Egnácia novamente integralmente fez parte dum único Estado. Nessa época, Carlos I da Sicília (r. 1226–1285), visando restabelecer o domínio latino no Oriente, conseguiu conquistar, com o apoio dos nobres albaneses, várias cidades costeiras bizantinas em 1272 e Dirráquio em 1274. Todavia, falhou em conquistar Belegrada, uma importante fortaleza regional, durante o cerco de 1280-1281.
No século XIV, o Império Bizantino foi varrido por sucessivas guerras civis, a primeira delas entre Andrônico II Paleólogo (r. 1282–1328) e Andrônico III (r. 1321–1341). Por ocasião desse conflito, as comunicações terrestres entre Salonica e Constantinopla, na prática o único trecho da via Egnácia realmente operante nessa época, rarearam. Com a morte de Andrônico III em 1341, uma nova guerra civil de seis anos devastou o império já debilitado. Após essa data, como a estudiosa Angeliki Laiou enfatiza, há carecia de referências diretas ao uso dessa rota para comunicações entre as supracitadas cidades, sendo plausível que à época os gregos optassem pelo percurso marítimo. A última inferência ao uso ocorre em 1342, quando o exército do futuro imperador João VI Cantacuzeno (r. 1347–1354) utiliza-a em direção a Salonica. Apesar dessa carência, é certo que manteve-se em uso pelos habitantes locais até 1344, quando o rei sérvio Estêvão Uresis IV (r. 1331–1346) invadiu e conquistou vastas porções do império nos Bálcãs e criou seu Império Sérvio de curta duração. Com tais conquistas, a comunicação terrestre foi permanentemente cortada.

### Período otomano
A partir do século XIV, mais precisamente desde 1354 com a Queda de Galípoli, os turcos otomanos iniciaram uma série de expedições militares bem-sucedidas nos Bálcãs que acarretariam, cerca de 100 anos depois, na Queda de Constantinopla e o fim do Império Bizantino. Durante os 10 anos seguintes, os exércitos de Orcano I (r. 1327–1362) conquistaram quase a totalidade da Trácia bizantina, incluindo Adrianópolis (atual Edirne), um dos terminais das rotas transversais da Via Egnácia. Seu sucessor, Murade I (r. 1360–1389), dando continuidade ao processo iniciado por seu pai, conseguiu uma sucessão de conquistas no Czarado de Vidim de João Sismanes (r. 1371–1391) e uma considerável vitória contra os demais estados balcânicos da Sérvia e Bósnia em 1389.
Nas palavras de Elizabeth A. Zachariadou, pesquisadora participante dum simpósio realizado em 1997, em Retimno, Creta, sobre o domínio otomano da via Egnácia, tais conquistas, e em especial os movimentos militares de Murade I nos anos 1380, refletem uma precoce "aspiração política para império", que seria materializada com os intentos otomanos de consolidar seu controle nos Bálcãs mediante o domínio daquilo que restava dessa antiga via romana, que ainda mantinha-se estrategicamente importante. Para o historiador Nicolas Oikonomides, a via Egnácia "precisada dum poder unificador que controlaria-a duma ponta a outra, que teria um interesse particular em seu potencial estratégico e econômico, e garantiria manutenção e segurança." Em 1382, Murade I conquistou Monastério (antiga Heracleia Linceste) e anos depois sitiou Salonica, que abriu as portas para os conquistadores em 19 de abril de 1387. Além disso, pela mesma época, os turcos atacaram Avlona, no Epiro, e Dirráquio, no Principado da Albânia, à época portos controlados pela República de Veneza.
Durante os séculos XV-XVI, no rescaldo da segunda conquista de Salonica em 1430, doações religiosas (waqf) foram realizadas e monumentos arquitetônicos foram construídos por dignitários renomados do Império Otomano, incluindo vizires, na via parcialmente recuperada e em suas novas ramificações. Dentre elas podem ser citadas as mesquitas de Rüstem Paxá em Rodosto (atual Tekirdağ), Semiz Ali Paxá em Heracleia Perinto e Sokollu próximo a Adrianópolis e Salonica, todas construídas sob supervisão do arquiteto Sinan, e o Aqueduto de Cavala. Com a captura de Avlona em 1417 sob Maomé I, o Cavalheiro (r. 1413–1421), os otomanos adquiriram um centro cosmopolita de construção naval crucial para as futuras campanhas no mar Mediterrâneo. Após a Queda de Constantinopla em 1453, os turcos pretenderam estender seus domínios mais além para Ocidente, rumo a Itália e Roma, o antigo centro do mundo romano clássico.
Sob Maomé II, o Conquistador (r. 1444-1446; 1451-1481), o Império Otomano estendeu-se para a Sérvia (1459), Moreia (1458, 1460), Bósnia (1463) e Herzegovina (1465), travou sua primeira guerra contra os venezianos (1463–1479), que lhe rendeu numerosas fortalezas, e lançou um grande ataque naval, a partir de Avlona, contra Otranto, importante centro apuliano do Reino de Nápoles; com a morte do sultão no ano seguinte os otomanos retrocederam para o porto albanês. Sob Bajazeto II (r. 1481–1512), uma nova guerra contra Veneza (r. 1499–1503) permitiu a conquista de fortalezas na atual Grécia e, notoriamente, Dirráquio em 1501. Em 1537, Solimão, o Magnífico (r. 1520–1566) tentou sem sucesso coordenar um ataque naval e marítimo com seu aliado, o rei Francisco I de França (r. 1515–1574), contra as forças do sacro imperador romano Carlos I de Espanha (r. 1519–1556) na Itália e Dalmácia. Ele marchou através da via Egnácia rumo a Avlona, onde suas tropas navais e terrestres o encontraram. Dali, invadiu a Apúlia e conquistou 80 castelos próximo a Otranto, bem como atacou Corfu, então domínio veneziano, incitando uma nova guerra com Veneza (1537–1540).
Durante o reinado de Solimão, o arquiteto Sinan realizou a construção da bem-conhecida Mesquita de Solimão, a mais famosa de suas obras. Segundo relatado nos registros diários da construção, entre 1550-1553, vários arquitetos foram enviados, sob decreto sultanal, para sítios arqueológicos localizados nos domínios otomanos no Mediterrâneo Oriental com intuito de buscar pedras para a construção. Muitos deles localizavam-se na via Egnácia revitalizada, incluindo Constantinopla e seus arredores, Heracleia Perinto, Adrianópolis e Salonica.

### Atualmente

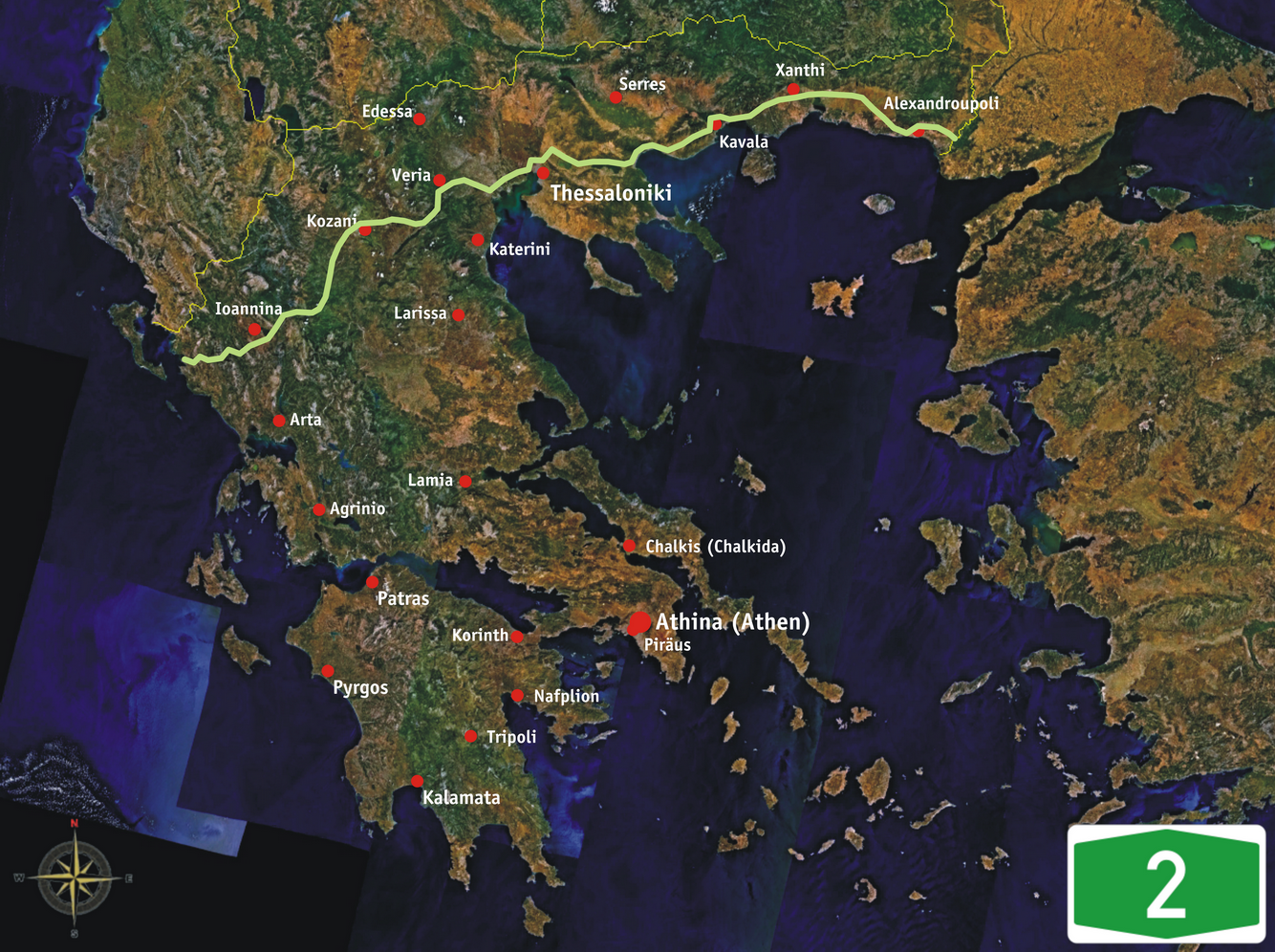
Rota da moderna Rodovia Egnácia

Atualmente uma rodovia (em grego: Εγνατία Οδός; romaniz.: Egnatía Odós) foi batizada em homenagem à via Egnácia. Diferente da via original, esta faz um percurso mais ao sul, ligando Salonica com Igumenitsa, na unidade regional de Tesprócia. Ela não passa por Filipos, e mantem-se num percurso próximo da costa entre Anfípolis e Cavala.